# Franco Fante
Franco Fante (Padova, 22 novembre 1933) è un politico italiano.

## Biografia
Nativo di Padova e di professione medico ortopedico, venne eletto con la Lega Nord al Senato della Repubblica nella XII legislatura dal 1994 al 1996, fu noto soprattutto per il suo impegno per il matrimonio egualitario e per i diritti LGBT. Fu membro delle commissioni Territorio e ambiente, questioni regionali e problema dei rifiuti.